# 拉莫特 (密蘇里州)
拉莫特（英語：LaMotte）是位於美國密蘇里州派克縣的鬼鎮。

## 地理
拉莫特所處的海拔為高於海平面139米（即456英呎），而該地所採用的時區為UTC-6，即北美中部時區（CST）。同時該地設有夏令時間，為UTC-6調快一小時，即UTC-5（CDT）。